# ساحل أبوصبح
هو ساحل في قرية الدراز في البحرين يقع في الجزء الشمالي منها ويوجد في الجزء الشرقي منه مسجد بأسم «مسجد الإمام زين العابدين» وفي الجزء الغربي منه مكان ترفيهي للعائلات و الأطفال وأيضاً توجد بالقرب، والساحل ضمن المدينة الشمالية.